# Воєнні злочини в Житомирській області під час російсько-української війни
Пізно ввечері 1 березня було обстріляно авіаційними бомбами житлові будинки міста Житомира по вулиці Шухевича (в минулому вулиця Сабурова). Загинули троє людей. 16 осіб, серед яких 7 дітей, отримали травми та госпіталізовані. Внаслідок вибуху зруйновано та пошкоджено 10 приватних житлових будинків. Повністю зруйновані 3 одноповерхові магазини, 1 пошкоджено. Пошкодшено частину перинатального центру, вибуховою хвилею вибито вікна другої міської лікарні
Вранці 4 березня російські війська нанесли ракетний удар по школі № 25 у місті Житомирі — навчальний заклад зруйновано.
6 березня приблизно о 21:00 було завдано авіаударів по місту Малин Коростенського району, внаслідок чого зруйновано двоповерхову будівлю, знищено три легкові автомобілі. За попередніми даними, загинула одна людина та постраждали три особи.
8 березня о 20:50 внаслідок авіаудару військ РФ по Малину загинули 5 осіб, двоє з них — діти.
8 березня ввечері було здійснено авіаційний удар по гуртожитку на вулиці Чуднівській в Житомирі. Загинуло четверо людей, троє отримало поранення. Гуртожиток повністю зруйновано.
10 березня 2022 року в місті Коростень на Житомирщині російські літаки, які злітали з білоруського аеродрому, обстріляли цивільних людей та об'єкти інфраструктури. Загинуло троє людей, у тому числі двоє громадян Білорусі.
Окупанти 14 березня 2022 року завдали ракетного удару по адмінбудівлям на Житомирщині: 4 особи постраждало, 7 будівель знищено.
17 березня російська авіація знищила декілька житлових будинків у Коростенському районі.
19 березня російські окупанти обстріляли шість сіл на території Народицької громади Житомирської області. В смт. Народичі будівля зерноскладу зазнала руйнувань, зайнялися перекриття та покрівля на площі 500 кв. м. У селі Залісся пошкоджено житлові будинки та господарчі споруди. У селі Мотійки руйнувань зазнали дві пилорами. У селі Христинівка загорілася трава. У селі Славенщина внаслідок авіаобстрілу відбулося займання сухої трави в напрямку житлових будинків та газопроводу. У селі Латаші ракетний обстріл пошкодив житлову будівлю та дві господарські споруди. У результаті обстрілу з вертольота села Закусили пошкоджені будівлі підприємця, житлові будинки та господарчі споруди.
У неділю, 20 березня, російські агресори нанесли авіаудар по населеним пунктам Коростенського району, що у Житомирській області. Ворог пошкодив 13 будівель. Три людини травмувалися.
13 квітня російська війська завдали ракетного удару по околицях Чуднова Житомирської області. Внаслідок цього у багатоповерхівках та приватних садибах вилетіли шибки й двері.
Внаслідок ракетного удару 20 травня 2022 року по місту Малин на Житомирщині пошкоджено об'єкт інфраструктури та майже 100 будинків, троє людей отримали поранення.
Ворожі війська завдали 22 травня 2022 року ракетного удару по об'єктах інфраструктури Житомирщини.
Унаслідок ракетного удару по Малину Житомирської області, завданого російськими військами у неділю 22 травня 2022 року, пошкоджено об'єкт "Укрзалізниці", близько 150 житлових будинків, одна людина загинула, четверо отримали поранення.
Після ударів по Малину росіяни вдарили ракетами по Коростеню Житомирської області – в ніч на 23 травня одну ракету збили, а інша пошкодила залізничну інфраструктуру.
Майже 225 млн грн збитків довкіллю завдали окупанти, обстрілявши нафтобази на Житомирщині та Рівненщині.
Російські окупанти у ніч проти четверга, 9 червня, завдали удару по Житомирській області.  Пошкоджено багатоповерхову будівлю в Новограді-Волинському.
Вище приведені тільки деякі злочини російських неонацистів в Україні. Повну хронологію всіх злочинів російських окупантів можна знайти на сайтах новин.